# Yerebatan saray
Yerebatan Saray eller Det sjunkna palatset, även kallad Basilikacisternen, är en mycket välbevarad vattenreservoar i Istanbul. Cisternen byggdes under den bysantiske kejsaren Justinianus I under 500-talet för att ge vatten åt staden Konstantinopel. Den nuvarande cisternen ersatte troligen en tidigare, mindre, cistern från 300-talet. Vattnet leddes från Belgradskogen norr om staden via akvedukter.
Cisternen är en underjordisk kammare med måtten 138 x 65 meter och rymmer 100 000 kubikmeter vatten. Taket hålls uppe av 336 stycken 9 meter höga marmorpelare. 98 av dessa pelare är i korintisk stil och resten är i dorisk stil. Två av pelarna i cisternen står på varsitt medusahuvud. Varifrån dessa skulpturer ursprungligen kommer är okänt.
Efter att  Konstantinopel föll 1453 användes cisternen för att försörja Topkapipalatset, där sultanen bodde, med vatten. Med tiden ordnades vattenförsörjningen på annat sätt. I mitten av 1500-talet "upptäckte" västvärlden cisternen genom en holländare, P. Gyllius, som letade där lokalbefolkningen både hämtade vatten och fiskade. Cisternen renoverades två gånger under det ottomanska rikets tid. Första gången under Ahmed III (1723) av arkitekten Kayserili Mehmet Aga och andra gången under Sultan Abdulhamid II (1876-1909). Under modern tid har cisternen rustats upp 1987 i samband med att den öppnades för besökare och senare även 1994.

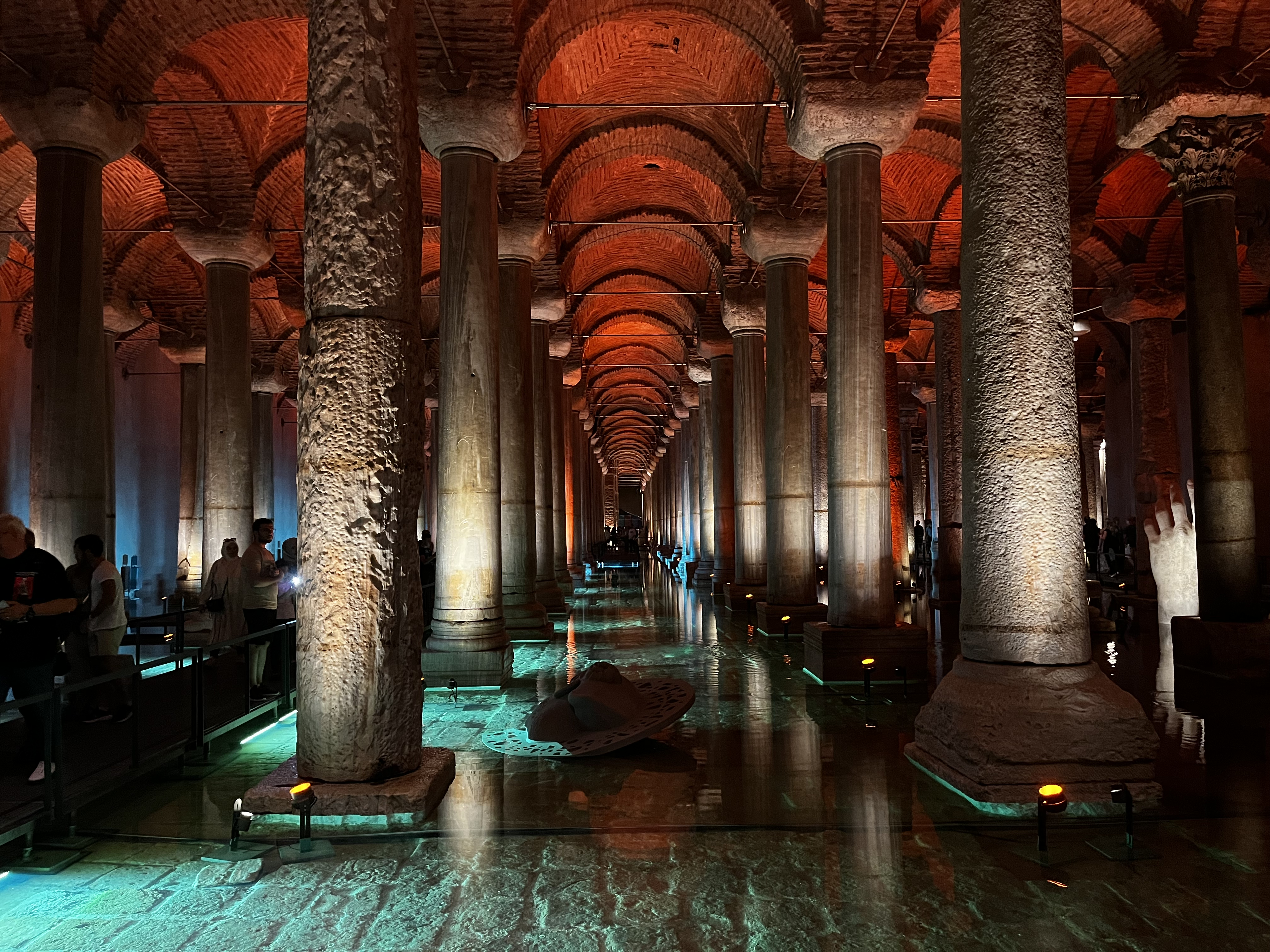
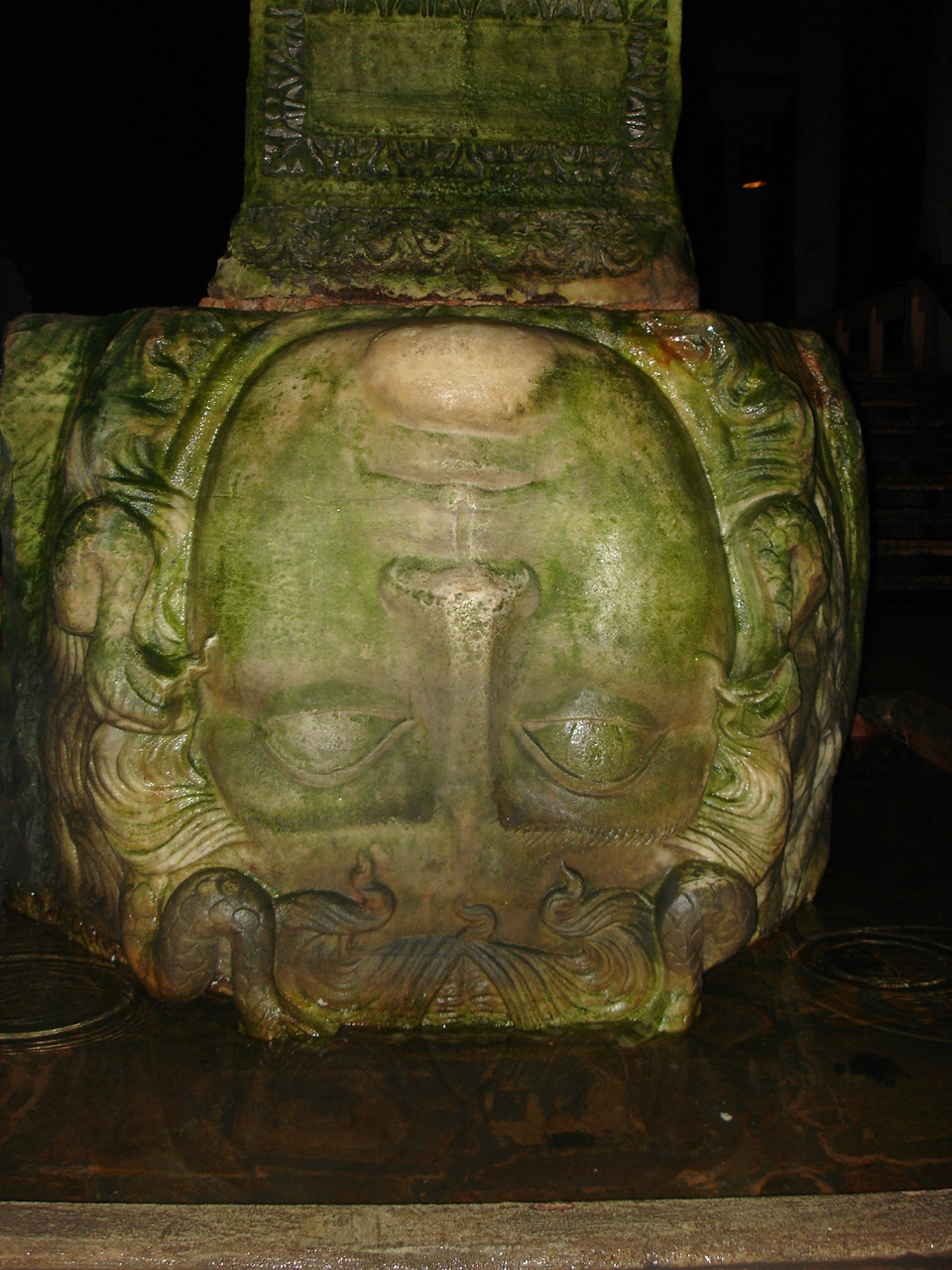
Medusahuvud
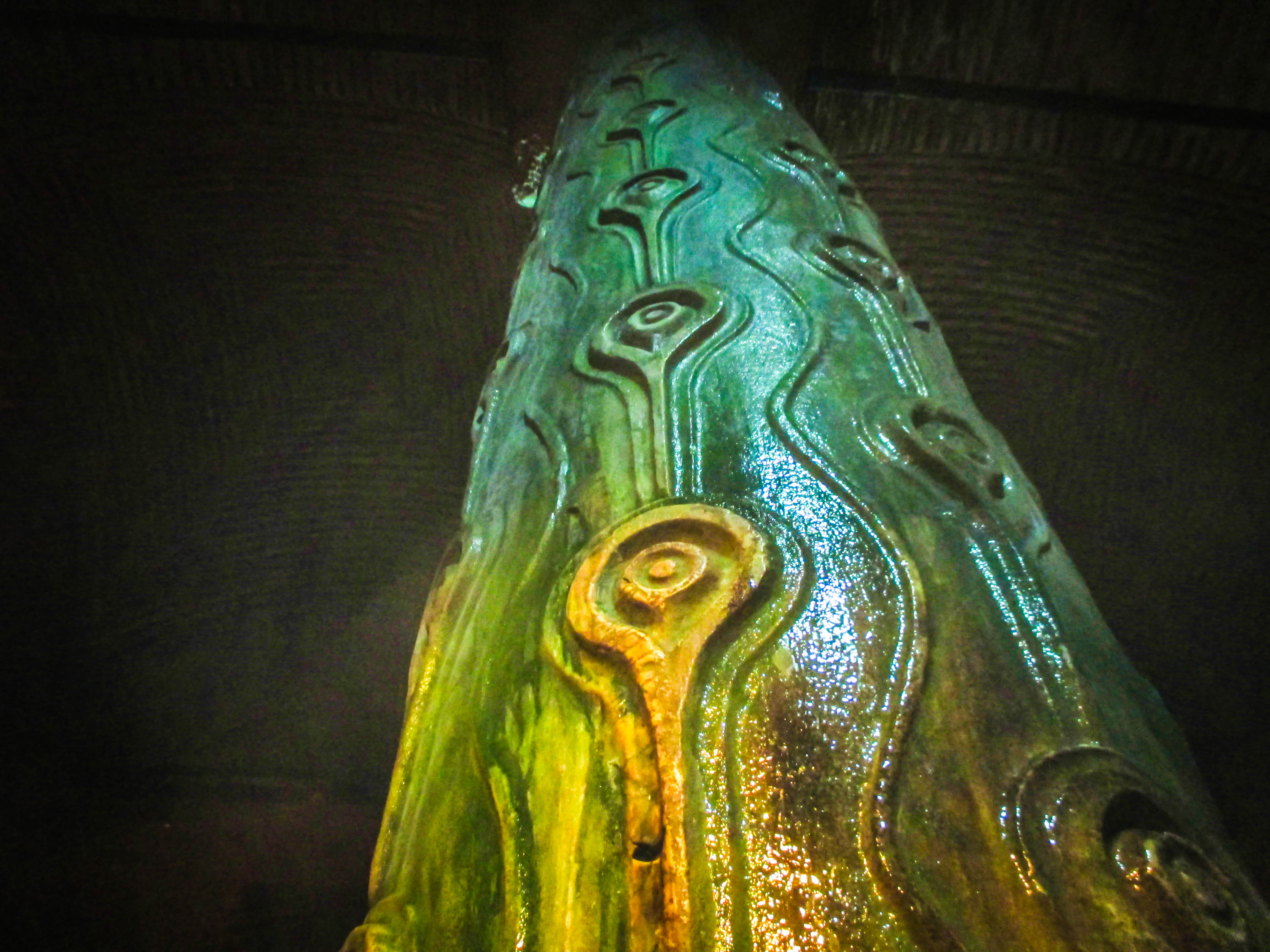

År 1963 spelades delar av James Bond-filmen Agent 007 ser rött in i Istanbul och i filmen paddlar agent 007 i Basilikacisternen.